# Episodi di NCIS: Sydney (seconda stagione)
La seconda stagione della serie TV NCIS: Sidney è stata trasmessa in Australia dal 7 febbraio 2025 sulla rete Network 10. In Italia è stata pubblicata sulla piattaforma Paramount+.
| n° | Titolo originale            | Titolo italiano             | Pubblicazione Australia | Pubblicazione Italia |
| -- | --------------------------- | --------------------------- | ----------------------- | -------------------- |
| 1  | Heart Starter               | Tutto parte dal cuore       | 7 febbraio 2025         | 7 febbraio 2025      |
| 2  | Fire in the Hole            | Fuoco alle polveri          | 14 febbraio 2025        | 14 febbraio 2025     |
| 3  | Back in the USSR            | Ritorno in Unione Sovietica | 21 febbraio 2025        | 21 febbraio 2025     |
| 4  | Truth Sabre                 | Una tagliente verità        | 28 febbraio 2025        | 28 febbraio 2025     |
| 5  | Shucked                     | Abaloni                     | 7 marzo 2025            | 7 marzo 2025         |
| 6  | Hell Weak                   | La settimana infernale      | 14 marzo 2025           | 14 marzo 2025        |
| 7  | Breathless                  | Senza fiato                 | 4 aprile 2025           | 4 aprile 2025        |
| 8  | Blood Is Thicker Than Vodka | Sangue e vodka              | 11 aprile 2025          | 11 aprile 2025       |
| 9  | Mango Madness               | La sindrome del mango       | 18 aprile 2025          | 18 aprile 2025       |
| 10 | Sting in the Tail           | Finale a sorpresa           | 25 aprile 2025          | 25 aprile 2025       |